# Tour Camoufle
La tour Camoufle est un vestige de l’ancienne enceinte médiévale de Metz en Moselle. C’est l’une des rares tours de l’enceinte médiévale à avoir été conservée.

## Contexte historique
Aux XIVe et XVe siècles, la Lorraine devient le théâtre régulier d’affrontements entre différents seigneurs du Saint-Empire romain germanique. Les ducs de Lorraine, de Bar, de Luxembourg, les comtes de Deux-Ponts, de Vaudémont, l’archevêque de Trèves, les évêques de Metz, Toul et Verdun, s’allient ou s’opposent au gré des circonstances, dans un monde fortement marqué par la féodalité.

## Construction et aménagements
La tour Camoufle est légèrement antérieure à l’extension de la porte des Allemands par Henry de Busdorff : sa construction est entreprise en 1437 lors du renforcement des sept kilomètres de remparts messins à l’emplacement d’une ancienne tour gallo-romaine. Elle se situe alors à l’angle de la fausse braie entre la porte Serpenoise qu’elle défend et la porte Saint-Thiébault. Elle est édifiée sous le nom de tour du Champ à Panne et se voit garnie de pièces d’artillerie. Elle porte d'ailleurs le surnom de Jacob de Castel dit « Camoufle », un bombardier messin du XVe siècle célèbre pour son adresse, au point d’être soupçonné d’avoir passé un pacte avec le diable.

## Affectations successives
D’abord tour du rempart médiéval, elle assure sa fonction défensive jusqu’au siège de Charles Quint. Elle porte des traces de boulets, vraisemblablement des sièges de 1444 et 1552.
En 1732, Cormontaigne aménage le nouveau rempart Saint-Thiébault et fait garder la tour. À l’époque moderne, compte tenu des progrès de l’artillerie, elle perd de son utilité, mais elle est conservée sur le rempart sans trop de dommages.
En 1903, lors des travaux d’urbanisme dans le nouveau quartier impérial de Metz, le fossé des remparts est remblayé au moment de la création de l’avenue Foch, enfouissant plus de la moitié de la tour.
La tour Camoufle fait l’objet d’une inscription au titre des monuments historiques depuis le 31 décembre 1929.